# Aspidosperma ingratum
Aspidosperma ingratum är en oleanderväxtart som beskrevs av Karl Moritz Schumann. Aspidosperma ingratum ingår i släktet Aspidosperma och familjen oleanderväxter. Inga underarter finns listade i Catalogue of Life.